# Annamaria Pazienza
Annamaria Pazienza ist eine venezianische Historikerin, Paläographin und Archäologin, die sich vor allem mit der nachrömischen Geschichte des Mittelmeerraums (etwa 400–1000 n. Chr.) befasst.
Pazienza erlangte 2002 ihren Bachelor in Archäologie an der Universität Venedig, wo sie drei Jahre später auch ihren Master absolvierte. 2007 bis 2009 arbeitete sie sich am Staatsarchiv Venedig in Paläographie ein, 2009 beendete sie ihr Studium mit einer Dissertation zu den Langobarden in der Toskana an der Universität Padua. Danach arbeitete sie im belgischen Turnhout (Brepols) am Editionsvorhaben Corpus Christianorum mit, um ab 2013 an der Ca’ Foscari zu arbeiten, der Universität Venedig.
Dabei liegt ihr Schwerpunkt auf der Geschichte der Langobarden, einschließlich der Rezeptionsgeschichte, und der Entstehung der Republik Venedig. Während ihres Aufenthalts an der Universität Tübingen im gesamten Jahr 2019 befasste sie sich mit Fragen der Mobilität, insbesondere derjenigen jenseits der Führungsgruppen. Mit Veronica West-Harling arbeitete sie zudem über Frauenklöster etwa bis zum 11. Jahrhundert.
Annamaria Pazienza ist Fellow des Centro Interuniversitario per la Storia e l’Archeologia dell’Alto Medioevo. Zudem gehört sie der European Association of Archaeologists an, sowie der Società Italiana degli Storici Medievisti.

## Werke (Auswahl)
- mit Michele Chimienti, Alesandra Cianciosi, Margherita Ferri, Mauro Librenti, Mauro Librenti (Hrsg.): La Torre dei Modenesi, in: Sauro Gelichi (Hrsg.): Nonantola 1: Ricerche archeologiche su una grande abbazia dell’alto medioevo italiano, All’insegna del giglio, Florenz 2005, S. 29–57. (academia.edu)
- I Longobardi nella Chiusi di Porsenna. Nuove fonti per la necropoli dell’Arcisa, in: Archeologia Medievale 33 (2006) 61–78.
- Chiusi longobarda: Antiquari, storici e archeologi tra ideologie e memorie locali nel XIX e XX secolo in: Carla Falluomini (Hrsg.): Goti e Longobardi a Chiusi, Edizioni Luì, Chiusi 2009, S. 55–70. (online, PDF)
- Venice beyond Venice. Commercial Agreements and Pacta from the Origins to Pietro II Orseolo, in: Sauro Gelichi, Stefano Gasparri (Hrsg.): The Age of Affirmation. Venice, the Adriatic and the Hinterland between the 9th and 10th Centuries, Turnhout 2017, S. 147–177. (academia.edu)
- Le donne di San Ciriaco e l’agire femminile a Roma nel X e XI secolo, in: Reti Medievali Rivista 20 (2019) [= Veronica West-Harling (Hrsg.): Il monachesimo femminile in Italia nei secoli VIII-XI: famiglia, potere, memoria] 475–515.
- Narrating the Lombards through Archaeological Fakes. Visions of the Early Middle Ages in Italian Cultural Memory, in: Monica Baggio, Elisa Bernard, Monica Salvadori, Luca Zamparo (Hrsg.): Anthropology of Forgery. A Multidisciplinary Approach to the Study of Archaeological Fakes, Padua 2019, S. 235–257.
- mit Irene Barbiera, Francesco Borri (Hrsg.): I Longobardi a Venezia. Scritti per Stefano Gasparri, Brepols, Turnhout 2020. (online)
- mit Francesco Veronese: Pipino e la questione veneziana. Immagine e rappresentazione di un sovrano carolingio, in: Giuseppe Albertoni, Francesco Borri (Hrsg.): Spes Italiae. Il regno di Pipino, i Carolingi e l’Italia, (781–810), Brepols, Turnhout 2022, S. 155–182.
- Persone, corpi e anime in movimento. Forme di mobilità tra tardoantico e alto medioevo (VI-X secolo), in: Moyen Âge 132 (2020) 285–354.
- Dimenticando i Longobardi. L’archeologia altomedievale in Italia tra le due guerre (1914–1945), in: Römische Mitteilungen 128 (2022) 472–501. (academia.edu)
- Infant Burials and Coastal Communities in Italy and the Mediterranean between Late Antiquity and the Early Middle Ages, in: Viator 54 (2023) 149–207.
- Mobility, Displacements and Identity in and around the Medieval Italian countryside (6th to 10th centuries), in: Medieval Worlds 20 (2024) 69–95. (academia.edu)